# 雅韦尔南
雅韦尔南（法語：Javernant，法語發音：[ʒavɛʁnɑ̃]）是法国奥布省的一个市镇，位于该省中部偏南，属于特鲁瓦区和特鲁瓦香槟都会城市圈公共社区，其市镇面积为5.62平方公里，2022年1月1日时人口数量为160人。
雅韦尔南是特鲁瓦香槟都会城市圈公共社区的组成部分，位于特鲁瓦市区以南大约19公里。

## 行政
雅韦尔南的邮政编码为10320，INSEE市镇编码为10177。

## 地理

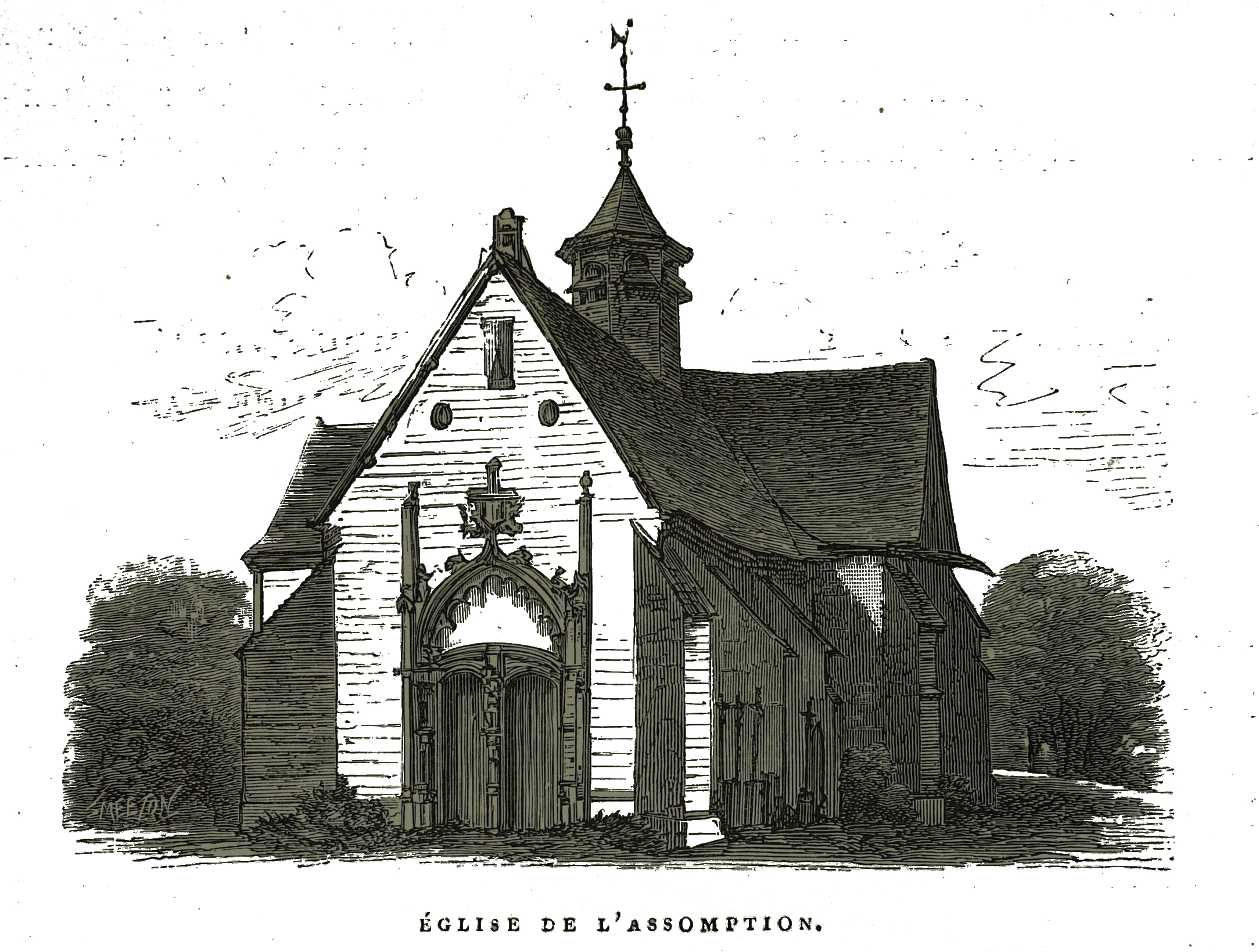
雅韦尔南教堂

雅韦尔南（48°9'42"N, 4°0'8"E）位于法国中北部偏东，大东部大区西南部和奥布省中南部。
与雅韦尔南接壤的市镇包括：布伊、克雷桑蒂涅、利雷、马希、圣法勒、索姆瓦勒、维勒里。
雅韦尔南属于塞纳河流域，境内地势平坦。
按照柯本气候分类法，雅韦尔南属于温带海洋性气候，全年温差较小，降水分布均匀。

## 历史
雅韦尔南出现于中世纪中期，历史上长期为一普通村落，法国大革命后成为市镇。

## 交通
奥布省省道D34线和D188线在雅韦尔南境内交汇。

## 政治
现任雅韦尔南市长为让-雅克·蒙塔涅先生（Jean-Jacques Montagne），他是一名右翼无党派人士。

## 人口
| 年份   | 1936 | 1946 | 1954 | 1962 | 1968 | 1975 | 1982 | 1990 | 1999 | 2006 | 2007 | 2012 | 2017 |
| ------ | ---- | ---- | ---- | ---- | ---- | ---- | ---- | ---- | ---- | ---- | ---- | ---- | ---- |
| 人口數 | 101  | 89   | 107  | 84   | 69   | 76   | 109  | 121  | 113  | 148  | 153  | 158  | 150  |

## 建筑
雅韦尔南教堂是法国国家文物保护单位。